# Douwe Azn. Visser
Douwe Azn. Visser is een Nederlandse zeiler. Hij is achtvoudig kampioen van het SKS-skûtsjesilen. Wat betreft het aantal kampioenschappen moet hij alleen de nestor Ulbe Zwaga, elf kampioenschappen, en zijn neef Douwe Jzn. Visser, negen kampioenschappen, voor zich dulden. Van de schippers die nu nog wedstrijden zeilen, is hij verreweg de meest succesvolle. 

## Biografie
Douwe Visser (geboren in 1963 in Sneek) is afkomstig uit een Friese schippersfamilie. Hij is beroepsschipper/reder van vrachtschepen. Hij heeft vier containerschepen die in capaciteit variëren van 366 teu (5.000 ton) tot 809 teu (9.500 ton).
Hij was bemanningslid van de Sneker Pan van 1978 tot 2001 en maakte deel uit van de bemanning toen Sneek kampioen werd in 1984, 1995 en 1996. Daarna was hij van 2002 tot en met 2004 schipper op het Drachtster skûtsje, dat meestal tot de achterhoede behoorde. In zijn eerste jaar met Drachten behaalde hij een verdienstelijke achtste plaats. In 2003 werden de Drachtsters derde en in 2004 vijfde, wat nog niet eerder was gebeurd.
Toen de skûtsjekommisje Grou op zoek moest naar een nieuwe schipper kwamen ze al snel terecht bij de succesvolle Douwe Visser. Meteen in zijn eerste jaar als schipper van het Doarp Grou (2005) wist hij het kampioenschap te behalen. Dat werd geëvenaard in 2009, 2014, 2017, 2018 en 2019.
Douwe Albertszoon Visser staat op een zesde plaats in het Vleugelklassement. Dat is de rangschikking van de meest succesvolle schippers van de Sintrale Kommisje Skûtsjesilen (SKS) waarin een schipper voor elke gewonnen wedstrijd drie punten krijgt, voor elke tweede plek twee punten en voor elke derde plaats één punt. In dat Vleugelklassement moet hij alleen een aantal legendarische schippers voor zich dulden, namelijk Ulbe Zwaga (1945-1975), Lodewijk Meeter (1947-1989), neef Douwe Jzn. Visser (1989-2017), Klaas van der Meulen (1945-1973), Tjitte Lammertszoon Brouwer (1968-1985) en Jan van Akker (1945-1989).
Douwe Azn. Visser is een slimme “tûke” schipper die situaties naar zijn hand weet te zetten door goed gebruik te maken van de omstandigheden en het reglement.